# آنجا هگنائور
آنجا هگنائور (انگلیسی: Anja Hegenauer؛ زادهٔ ۹ دسامبر ۱۹۹۲) بازیکن فوتبال اهل آلمان است.
از باشگاه‌هایی که در آن بازی کرده‌است می‌توان به باشگاه فوتبال زنان فرایبورگ اشاره کرد.
وی همچنین در تیم‌های ملی فوتبال Germany women's national under-19 football team و Germany women's national under-20 football team بازی کرده‌است.